# アルバル・ヒメノ
アルバル・ヒメノ（Álvar Gimeno、1997年12月15日 - ）は、ディビシオン・デ・オノール・デ・ラグビー、レアル・シアンシアスRCに所属するラグビーユニオン選手。

## プロフィール
- スペインバレンシア出身[1]。
- ポジションはスタンドオフ(SO)、センター(CTB)。
- 身長 184cm、体重 95kg
- U20スペイン代表に選ばれたことがある[2]。
- スペイン代表キャップは46（2025年7月現在）。

## 略歴
バリャドリッドRAC、ベジエ、バリャドリッドRAC、カスティーリャ・イ・レオン・イベリアンス、ベルファストRFCを経て、2023年、レアル・シアンシアスRCに加入。